# Ilmari
Ilmari  è un nome proprio di persona finlandese maschile.

## Varianti in altre lingue
- Estone: Ilmar[1]
- Lettone: Ilmārs[1]

## Origine e diffusione
È una forma abbreviata del nome di Ilmarinen, l'immortale fabbro della mitologia finlandese, uno dei personaggi principali del poema epico Kalevala; è derivato dal termine ilma, che vuol dire "aria".

## Onomastico
Il nome non è portato da alcun santo, quindi è adespota; l'onomastico si può festeggiare il 1º novembre, giorno di Ognissanti. Un onomastico laico è fissati in Finlandia al 16 gennaio.

## Persone

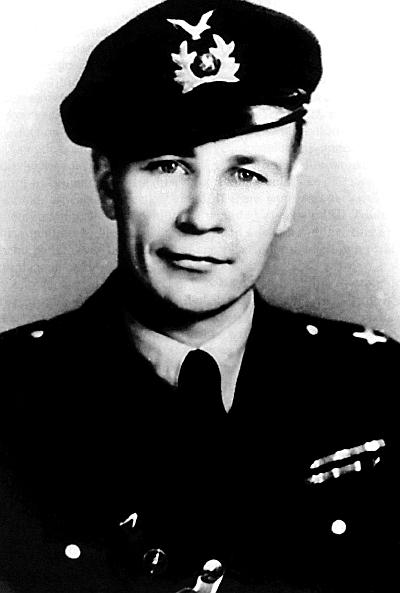
Ilmari Juutilainen

- Ilmari Hannikainen, compositore e pianista finlandese
- Ilmari Honkanen, militare finlandese
- Ilmari Joensuu, aviatore e militare finlandese
- Ilmari Juutilainen, aviatore finlandese
- Ilmari Manninen, insegnante, scrittore ed etnografo finlandese
- Ilmari Salminen, mezzofondista finlandese
- Ilmari Tapiovaara, designer finlandese

### Varianti
- Ilmārs Bricis, biatleta lettone
- Ilmar Kullam, cestista sovietico
- Ilmārs Verpakovskis, calciatore lettone